# Пиридоксин-зависимая эпилепсия
Пиридоксин-зависимая эпилепсия (пиридоксин-чувствительная эпилепсия) - тяжелая форма эпилепсии, при которой приступы с трудом поддаются контролю обычными противоэпилептическими препаратами. Заболевание развивается из-за мутаций гена ALDH7A1, приводящих к ускоренной деактивации активной формы витамина B6 в организме. Как правило, приступы начинаются вскоре после рождения, реже - через несколько месяцев, крайне редко - через несколько лет. Раннее назначение больших доз витамина B6 позволяет купировать приступы.

## Диагностика
При развитии у ребёнка тяжелой эпилепсии, не поддающейся контролю обычными препаратами, производится эмпирическое введение больших доз витамина B6. Успешное купирование приступов говорит о возможном наличии пиридоксин-зависимой эпилепсии. Также у пациента может быть повышена концентрация альфа-аминоадипинового полуальдегида в образцах крови и/или мочи. Окончательный диагноз ставится с помощью генетического анализа.
Диагностика осложнена в случаях, при которых резистентные приступы у пациента начинаются намного позже первых дней жизни - по данным на 2020 год, примерно у 30% пациентов приступы развивались позже неонатального периода, а самый поздний дебют заболевания был отмечен в 17 лет.

## Эпидемиология
Распространенность и заболеваемость с трудом поддаются оценке из-за сложности диагностики. Согласно консенсусному руководству по пиридоксин-зависимой эпилепсии, опубликованному в 2020 году, оценки заболеваемости варьируют от 1 случая на 65 000 новорожденных до 1 случая на 250 000 новорожденных.

## История
Заболевание было впервые описано в 1954 году. В 2006 году Mills et al впервые продемонстрировали, что заболевание вызывается мутациями гена ALDH7A1.
В 1995 году были описаны неонатальные эпилептические судороги, купируемые фолиновой кислотой - состояние было названо "эпилептические приступы с ответом на фолиновую кислоту" (англ. folinic-acid-responsive seizures, FARS). В 2009 году было установлено, что это состояние является одним из проявлений пиридоксин-зависимой эпилепсии, и судороги в большинстве случаев проходят при назначении витамина B6.